# Barcelona Búfals 2021
Questa voce raccoglie le informazioni riguardanti i Barcelona Búfals nelle competizioni ufficiali della stagione 2021.

## Maschile

### XXXIII LCFA Senior

#### Stagione regolare
| 17 gennaio 2021, ore 11:00 1ª giornata | Barcelona Búfals | 0 – 7 | Ducs Football |  |

| 31 gennaio 2021, ore 11:00 2ª giornata | Reus Imperials | 6 – 22 | Barcelona Búfals |  |

| 13 febbraio 2021, ore 11:00 3ª giornata | Riudoms Rebels | 17 – 0 | Barcelona Búfals |  |

| 28 febbraio 2021, ore 11:00 5ª giornata | Barcelona Búfals | 7 – 9 | Argentona Bocs |  |

| 14 marzo 2021, ore 11:00 7ª giornata | Barcelona Búfals | 0 – 3 | Terrassa Reds |  |

| 17 aprile 2021, ore 18:30 10ª giornata | Barcelona Pagesos | 7 – 7 | Barcelona Búfals |  |

| 2 maggio 2021, ore 17:30 11ª giornata | Barcelona Uroloki | 33 – 0 | Barcelona Búfals |  |

### Statistiche di squadra
| Competizione      | %Vittorie | In casa | In casa | In casa | In casa | In casa | In casa | In trasferta | In trasferta | In trasferta | In trasferta | In trasferta | In trasferta | Totale | Totale | Totale | Totale | Totale | Totale |
| Competizione      | %Vittorie | G       | V       | N       | P       | Pf      | Ps      | G            | V            | N            | P            | Pf           | Ps           | G      | V      | N      | P      | Pf     | Ps     |
| ----------------- | --------- | ------- | ------- | ------- | ------- | ------- | ------- | ------------ | ------------ | ------------ | ------------ | ------------ | ------------ | ------ | ------ | ------ | ------ | ------ | ------ |
| Stagione regolare | .214      | 3       | 0       | 0       | 3       | 7       | 19      | 4            | 1            | 1            | 2            | 29           | 63           | 7      | 1      | 1      | 5      | 36     | 82     |
| Totale            | .214      | 3       | 0       | 0       | 3       | 7       | 19      | 4            | 1            | 1            | 2            | 29           | 63           | 7      | 1      | 1      | 5      | 36     | 82     |

## Femminile

### LNFA Femenina 9×9 2021

#### Stagione regolare
| Barberà del Vallès 23 gennaio 2021, ore 16:00 2ª giornata | Barberá Rookies | 34 – 6 | Barcelona Búfals | Instal·lacions de Can Llobet |

| Barcellona 19 giugno 2021, ore 19:30 Recupero 1ª giornata | Barcelona Búfals | 6 – 34 referto | Barberá Rookies | Camp de Futbol de la Barceloneta |

### LNFA Femenina 7×7 2021

#### Stagione regolare
| Santa Coloma de Gramenet 7 febbraio 2021, ore 11:00 2ª giornata | Badalona Dracs | 19 – 28 referto | Barcelona Búfals | Campo de Fútbol Badalona Sud |

| Barcellona 21 febbraio 2021, ore 11:00 3ª giornata | Barcelona Búfals | 22 – 56 referto | Valencia Firebats | Camp de Futbol de la Barceloneta |

| Barcellona 21 marzo 2021, ore 11:00 5ª giornata | Barcelona Búfals | 48 – 0 referto | Zaragoza Hurricanes | Camp de Futbol de la Barceloneta |

| Barberà del Vallès 10 aprile 2021, ore 17:00 6ª giornata | Barberá Rookies | 46 – 20 referto | Barcelona Búfals | Instal·lacions de Can Llobet |

| Barcellona 25 aprile 2021, ore 11:00 7ª giornata | Barcelona Búfals | 48 – 21 referto | Badalona Dracs | Camp de Futbol de la Barceloneta |

| Valencia 9 maggio 2021, ore 11:00 8ª giornata | Valencia Firebats | 20 – 14 referto | Barcelona Búfals | Polideportivo Quatre Carreres |

### Statistiche di squadra
| Competizione   | %Vittorie | In casa | In casa | In casa | In casa | In casa | In casa | In trasferta | In trasferta | In trasferta | In trasferta | In trasferta | In trasferta | Totale | Totale | Totale | Totale | Totale | Totale |
| Competizione   | %Vittorie | G       | V       | N       | P       | Pf      | Ps      | G            | V            | N            | P            | Pf           | Ps           | G      | V      | N      | P      | Pf     | Ps     |
| -------------- | --------- | ------- | ------- | ------- | ------- | ------- | ------- | ------------ | ------------ | ------------ | ------------ | ------------ | ------------ | ------ | ------ | ------ | ------ | ------ | ------ |
| Campionato a 9 | .000      | 1       | 0       | 0       | 1       | 6       | 34      | 1            | 0            | 0            | 1            | 6            | 34           | 2      | 0      | 0      | 2      | 12     | 68     |
| Campionato a 7 | .500      | 3       | 2       | 0       | 1       | 118     | 77      | 3            | 1            | 0            | 2            | 62           | 85           | 2      | 0      | 0      | 2      | 180    | 162    |
| Totale         | .375      | 4       | 2       | 0       | 2       | 124     | 111     | 4            | 1            | 0            | 3            | 68           | 119          | 8      | 3      | 0      | 5      | 192    | 230    |